# Баян-Уул (Говь-Алтай)
Баян-Уул (монг. Баян-Уул; рус. богатая гора) — сомон аймака Говь-Алтай в юго-западной части Монголии, площадь которого составляет 5 836 км². Численность населения по данным 2009 года составила 2 943 человек.
Центр сомона — посёлок Баян, расположенный в 100 километрах от административного центра аймака — города Алтай и в 852 километрах от столицы страны — Улан-Батора.

## Инфраструктура
Инфраструктура сомона располагает школой, больницей, культурным и торговым центрами.